# Крийд 3
„Крийд 3“ (на английски: Creed III) е американска спортна драма от 2023 г. с участието на Майкъл Би Джордан (в режисьорския му дебют), а сценарият е на Кийгън Куглър и Зак Бейлин. Филмът е продължение на „Крийд: Сърце на шампион“ (2015) и „Крийд 2“ (2018) и общо девета част от поредицата „Роки“. Във филма още участват Теса Томпсън, Джонатан Майърс, Ууд Харис, Флориън Мунтеану и Филиция Рашад. Филмът ще бъде първият филм от поредицата без Силвестър Сталоун като Роки Балбоа, който е продуцент.
Световната премиера на филма се състои в Мексико Сити на 9 февруари 2023 г., и излиза по кината от „Юнайтед Артистс Релийзинг“ в Съединените щати и „Уорнър Брос Пикчърс“ в световен мащаб на 3 март 2023 г.

## Филми от поредицата за „Роки“
Поредицата „Роки“ включва 9 филма:
- „Роки“ (1976)
- „Роки II“ (1979)
- „Роки III“ (1982)
- „Роки IV“ (1985)
- „Роки V“ (1990)
- „Роки Балбоа“ (2006)
- „Крийд: Сърце на шампион“ (2015)
- „Крийд 2“ (2018)
- „Крийд 3“ (2023)

## Актьорски състав
- Майкъл Б. Джордан – Адонис „Дони“ Крийд
  - Алекс Хендерсън – младият Адонис „Дони“ Крийд
- Теса Томпсън – Бианка Тейлър
- Джонатан Мейджърс – Деймиън „Дейм“ Андерсън
  - Спенс Мур III – младият Деймиън „Дейм“ Андерсън
- Уд Харис – Тони Евънс
- Флориън Мунтеану – Виктор Драго
- Филиция Рашад – Мери Ан Крийд